# Cerapachys greavesi
Cerapachys greavesi é uma espécie de formiga do gênero Cerapachys.